# 라돈 (괴수)

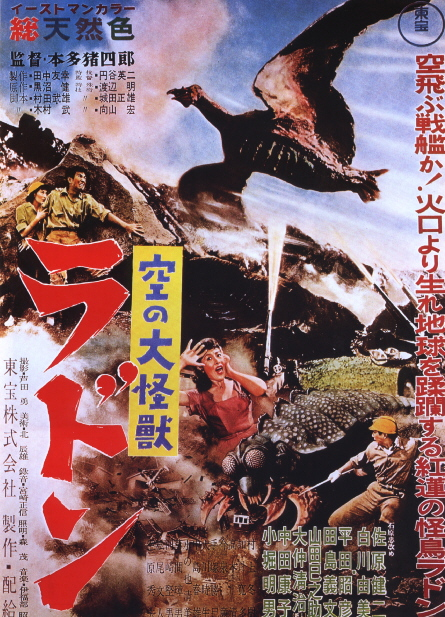

라돈 또는 로단은 고지라 시리즈의 괴수 중 하나이다. 익룡의 형상을 하고 있으며, 화산에서 거주한다. 몸길이는 약 45m, 날개폭은 250m가 넘는 거대한 괴수이다.
원래의 이름은 라돈이었으나, 원소 중 라돈이라는 이름을 가진 원소가 있었기 때문에 착각을 막기 위해 로단으로 개명되었다.

## 특징
비행 속도가 굉장히 빨라서 가는 곳에 소닉붐이 발생한다. 첫 등장 때부터 화산에서 서식한다는 설정이 있었는데, 이 설정은 고질라: 킹 오브 몬스터에서도 유지되었다.
원래 프테라노돈이 변화한 괴수라는 설정이 있었으나, 몬스터버스에서 타이탄이라는 개념이 생기면서 이 설정은 없어졌다.
소닉붐 외에 원거리 공격 수단이 거의 없다. 로단의 주 무기는 부리와 발톱, 날개밖에 없기 때문에 다른 괴수와 전투할 때는 육탄전밖에 못한다. 예외로, 시리즈에 등장했던 개체 중 파이어 로단이라는 개체는 불을 뿜어 원거리 공격을 할 수 있다.

## 작중 행적
1962년 개인 영화로 데뷔해 현재까지 고질라 시리즈의 조연 괴수로 등장한다.
보통은 고지라의 조력자로 등장하지만, <고지라: 파이널 워즈>나 <고질라: 킹 오브 몬스터>에서는 적으로 등장했다.
로단은 고질라: 킹 오브 몬스터(2019)가 마지막 등장이였는데, 주연 괴수 네 마리 중 주인공 고질라를 제외하면 혼자 살아남은 괴수이다. 기도라에게 덤볐다가 패배한 후, 기도라의 편에 섰지만 기도라가 사망하자 고질라를 왕으로 받들며 고질라의 편에 선다.
<고질라: 싱귤러 포인트>에서도 출연한다.